# East Mountain
East Mountain est une montagne située dans la vallée du Connecticut, au Massachusetts (États-Unis), et faisant partie de Metacomet Ridge. Le sommet s'élève à 237 mètres d'altitude en son point le plus élevé.

## Géographie

### Topographie
East Mountain s'élève abruptement entre 110 et 200 mètres au-dessus de la vallée du Connecticut et de la rivière Westfield. Elle s'étend sur 14 kilomètres de long pour 2,4 kilomètres en son point le plus large, bien que le relief rende la distance au sol plus importante. Elle est composée de plusieurs séries de crêtes dont la plus haute culmine à 237 mètres d'altitude. Elle se situe sur le territoire des villes de Westfield, West Springfield et Agawam jusqu'à la base du mont Tom à Holyoke. Elle se prolonge au nord par la Mount Tom Range et au sud par Provin Mountain.

### Hydrographie
De nombreux lacs, étangs et réservoirs sont nichés sur East Mountain. Parmi ceux-ci figure Snake Pond (« étang au serpent »), un kettle, étendue d'eau d'origine glaciaire.
Les versants occidentaux et méridionaux de la montagne appartiennent au bassin de la Westfield, affluent du Connecticut, tandis que les eaux des versants orientaux et septentrionaux s'écoulent directement dans ce fleuve.
La montagne est un important aquifère dans la région, comme en témoignent les nombreux réservoirs construits sur ses pentes : Bearhole Reservoir, MacLean Reservoir, Whiting Street Reservoir, High Service Reservoir, etc. Ces installations fournissent de l'eau potable aux villes alentour.

### Géologie
East Mountain, comme la plus grande partie de Metacomet Ridge, est composée de basalte, une roche volcanique. Elle s'est formée à la fin du Trias lors de la séparation de la Laurasia et du Gondwana, puis de l'Amérique du Nord et de l'Eurasie. La lave émise au niveau du rift s'est solidifiée en créant une structure en mille-feuille sur une centaine de mètres d'épaisseur. Les failles et les séismes ont permis le soulèvement de cette structure géologique caractérisée par de longues crêtes et falaises.

### Écosystème
La combinaison des crêtes chaudes et sèches, des ravines froides et humides et des éboulis basaltiques est responsable d'une grande variété de microclimats et d'écosystèmes abritant de nombreuses espèces inhabituelles pour la région. East Mount est un important corridor migratoire saisonnier pour les rapaces.

## Activités

### Tourisme
Les activités sportives et récréatives pratiquées sur East Mountain sont la randonnée pédestre, le vélo tout-terrain, le ski de fond, la chasse, la pêche et la raquette à neige. Malgré son altitude modeste, ses crêtes dégagées offrent un remarquable panorama sur les paysages ruraux à l'ouest et sur les constructions urbaines à l'est.

### Menaces et protections environnementales
Les principales menaces et pollutions visuelles qui pèsent sur East Mountain sont l'étalement périurbain et le creusement de carrières, particulièrement dévastateur : les 2,5 kilomètres les plus au sud de la montagne ont été en grande partie rasés par ces opérations d'extraction. Bien qu'une partie de la montagne soit protégée, la majorité des parcelles sont privées. Plusieurs clubs de chasse et de pêche possèdent des propriétés.
En 2000, East Mountain a fait l'objet d'une étude du National Park Service en vue d'être intégrée dans un nouveau National Scenic Trail, le New England National Scenic Trail, qui aurait inclus le Metacomet-Monadnock Trail au Massachusetts d'une part, les Mattabesett Trail et Metacomet Trail au Connecticut d'autre part.